# 2015年艾卜哈清真寺炸彈襲擊
2015年艾卜哈清真寺炸彈襲擊，是指2015年一宗由伊斯蘭國旗下組織「漢志省」發動、對象為沙特阿拉伯艾卜哈一所清真寺的恐怖主義襲擊。

## 背景
沙地阿拉伯早前加入了一些中東國家和美國針對伊斯蘭恐怖主義組織「伊斯蘭國」的空襲；是次襲擊發生在沙地阿拉伯阿西爾省的城市艾卜哈，這個省份與西南亞國家也門接壤，而也門的政局亦非常不穩定。在這次炸彈襲擊發生前，沙地阿拉伯境內的什叶派清真寺曾在2015年5月遭到兩次自杀式袭击；伊斯兰国把什叶派教徒视为伊斯蘭教的异端，並已宣布為這兩宗袭击负责。胡塞武裝組織和伊斯兰国都曾經威脅在沙地阿拉伯發動襲擊。

## 過程
涉事的清真寺位於沙特阿拉伯特种应急部队的基地內。是次炸彈襲擊的兇徒趁伊斯蘭教晌禮的時間發動襲擊，當時有不少部隊人員在內禱告；兇徒打扮成一名清潔工人的模樣，從而混入清真寺，並在人群中引爆自己身上的炸彈背心。
在襲擊發生後，清真寺的牆壁和天花板均染上了血跡，事發現場亦有不完整的屍體殘肢。是次襲擊的死亡人數存有爭議，有沙特阿拉伯的电视台聲稱有17人遇害，亦有多份報導分別指死亡人數為13或15人；死者的身份亦有爭議，有報導認為死者有部队成员和其他工作人员，亦有報導指死者全是部队成员。

## 責任
炸彈襲擊的数小时後，效忠伊斯蘭國的激进组织「汉志省」在Twitter上發表声明，承認發動這宗襲擊；在聲明中，該組織宣稱他們的目标是「变节者的纪念碑」，又披露襲擊者名為阿布·希南·纳吉迪。但是，組織在Twitter的声明沒有具體指出他們襲擊了哪一所清真寺。

## 反應
炸彈襲擊發生後的8月6日晚上，联合国安全理事会发表声明，以强烈措施表示谴责，又批評恐怖主义行径是無可原谅的犯罪行為；在声明中，联合国安全理事会重申需要懲處支持恐怖主义活动者，並铲除伊斯兰国的仇恨思想，又呼籲其他联合国成員國配合沙特阿拉伯的反恐行动。
事发後，阿西尔省省长到襲擊現場視察，又到医院探视襲擊伤者；他對襲擊表示谴责，認為是次袭击旨在破坏沙特阿拉伯的稳定，並令人民心生恐惧。